# Ione Guimarães
Ione Borges Ribeiro Guimarães (Itumbiara, 19 de julho de 1954) é uma médica cardiologista e política brasileira que exerceu o mandato de senadora no período compreendido entre 4 de setembro a 31 de outubro de 2018 como suplente da senadora Lúcia Vânia.
Formou-se pela Faculdade de Medicina de Barbacena, em 1979, e foi a primeira médica de Itumbiara a voltar a trabalhar no município. Foi secretária municipal de Saúde no mandato do prefeito José Gomes da Rocha, de 2005 a 2006, quando reestruturou a saúde pública de Itumbiara e região.
Em 2010, foi eleita a primeira suplente da senadora Lúcia Vânia para o Senado Federal e assumiu o mandato em setembro de 2018, em razão da licença da titular. Em seu primeiro pronunciamento na tribuna do Senado, Ione destacou seu objetivo de contribuir para o desenvolvimento de Itumbiara e de Goiás durante sua passagem pelo Congresso Nacional.
Ione trouxe sua experiência como médica para o Senado ao destacar as necessidades de uma mudança na condição do modelo de saúde do Brasil, como o repasse de recursos para os municípios que não recebem o necessário para oferecer saúde digna para a população, segundo a senadora. Na tribuna, Ione Guimarães também frisou a necessidade da criação da carreira de médicos de Estado e o reajuste da tabela do SUS. Em seus discursos também demonstrou sua preocupação com assuntos relativos à saúde dos brasileiros.
Propôs o projeto de lei que está em discussão na Comissão de Assuntos Sociais do Senado que altera a Lei do Planejamento Familiar para facilitar e desburocratizar o acesso das mulheres à esterilização por laqueadura nos serviços de saúde.